# گلاره عباسی
گلاره عباسی (زادهٔ ۲۹ تیر ۱۳۶۲)، بازیگر، صداپیشه، کارگردان و رمان‌نویس ایرانی است. او تحصیلاتش را دانشکدهٔ هنر و معماری آغاز کرد و پس از آن به کارگاه آزاد بازیگری رفت و زیر نظر امین تارخ آموزش دید. او تا کنون برنده سه جایزهٔ بهترین بازیگر از جشنوارهٔ اسب نقره‌ای روسیه، بهترین بازیگر از فستیوال فیلم زنان فرانسه و سیمرغ بلورین بهترین بازیگر نقش مکمل زن جشنواره فیلم فجر شده است. «واقعی» و «باورپذیر» بودن، ویژگی‌ای است که به نوعی به سبک بازی گلاره عباسی تبدیل شده است. در سال ۱۴۰۱ عباسی اولین فیلم نیمه بلند خود، «هما» را ساخت. این فیلم مستند ۴۷ دقیقه‌ای برای اولین بار در جشنواره بین‌المللی مستند ملبورن به نمایش درآمد.
در سال ۱۳۹۸ بنیاد سوینا را بنیان‌گذاری کرد. بنیادی که برای نخستین‌بار در ایران و برای دسترس‌پذیر کردن محصولات فرهنگی و فیلم‌های سینمایی برای نابینایان و مشارکت نابینایان متخصص و نخبه در ساخت محصولات فرهنگی بنیان نهاده شد.

## سنین جوانی و تحصیل
گلاره عباسی در ۲۹ تیر ۱۳۶۲ در تهران متولد شد و از دوران جوانی به تئاتر، سینما و تلویزیون علاقه‌مند بود. آموزش را از دوره دبیرستان با کلاس‌های بازیگری شروع کرد و در حوزه هنری تئاتر کار می‌کرد. پس از آن در کارگاه آزاد بازیگری زیر نظر امین تارخ شرکت کرد و همزمان برای توسعه مهارت‌های خود در بازیگری ابتدا به دانشکده هنر و معماری رفت و در نهایت با اخذ مدرک معادل دکتری سینما تحصیلاتش را به پایان رساند. اما سفر هنری او از سال ۱۳۸۰ و با بازی در فیلم سینمایی «نگین» آغاز شد و تاکنون ادامه دارد.

## حرفه
گلاره عباسی بازیگر با استعداد ایرانی به خاطر ایفای نقش‌های مختلف در سینما و تلویزیون شهرت دارد. او از سال ۱۳۸۰ تا کنون در آثار زیادی در سینما، تلویزیون و مجموعه‌های نمایش خانگی حضور داشته است.

### سینما
عباسی با بازی در فیلم سینمایی «نگین» فعالیتش را در سینما آغاز کرد و سپس با بازی در آثاری چون «اشیا در آینه»، «نفس» و «شیار ۱۴۳» بازیگری در سینمای ایران را ادامه دارد. او در طول سال‌ها در انواع درام، فیلم‌های تاریخی و فیلم‌های تلویزیونی بازی کرده است.

### سریال
گلاره عباسی بازی در سریال را از سال ۱۳۸۰ و با بازی در سریال «روی خط»، به کارگردانی ناصر هاشمی آغاز کرد و در کنار شهلا ریاحی بازی کرد. اما نخستین حضور جدی‌اش در تلویزیون از سریال در چشم باد به کارگردانی مسعود جعفری جوزانی آغاز شد. بعد از آن با مرضیه برومند «کتاب‌فروشی هدهد» را کار کرد. و پس از آن به‌عنوان دستیار، برنامه‌ریز و بازیگر در همه بچه‌های منِ مرضیه برومند همکاری کرد. او با حضور در سریال «راهدر خانه
»، به کارگردانی داریوش فرهنگ، «در چشم باد»، اثر مسعود جعفری جوزانی، «ترانه مادری»، اثر حسین سهیلی‌زاده و «کیمیا» به کارگردانی جواد افشار فعالیت بازیگری خود را ادامه داد. در سریال «شهرزاد»، اثر حسن فتحی یکی از تحسین‌شده‌ترین نقش‌های خود را بازی کرد و در کنار استادبزرگ علی نصیریان و بازیگران شناخته شده‌ای چون ترانه علیدوستی، شهاب حسینی، مصطفی زمانی، پریناز ایزدیار، مهدی سلطانی و … تطبیق پذیری خود به عنوان یک بازیگر را نشان داد.

## حضور در جشنواره‌ها
بازی‌های گلاره عباسی تاکنون توجه چندین جشنواره سینمایی در سراسر جهان را جلب کرده است و موجب تحسین او از سوی داوران و مخاطبان این جشنواره‌ها شده است. 

### جوایز
- ۱۳۹۳ - جایزه اسب نقره‌ای بهترین بازیگر زن - جشنواره بین‌المللی فیلم‌های ملی و قومی "Akbuzat" روسیه برای فیلم "اشیاء در آینه از آنچه به نظر می‌رسند نزدیکتر هستند."[۱۱]
- ۱۳۹۵ - جایزه بهترین بازیگر زن - جشنواره زنان فرانسه[۱۲]
- ۱۳۹۹ - جایزه سیمرغ بلورین بهترین بازیگر نقش مکمل زن - جشنواره فیلم فجر[۱۳][۱۴]

### نامزدها
- ۱۴۰۱ - بهترین بازیگر نقش مکمل زن - جشن منتقدان سینمای ایران[۱۵]
- ۱۳۹۷ - بهترین بازیگر زن - جوایز حافظ (مجموعه نمایش خانگی)[۱۶]

### عضویت در هیئت داوران
گلاره عباسی در چندین فسیتوال داخلی و بین‌المللی به عنوان داور حضور داشته است.
- ۱۴۰۰ - عضو هیئت داوران سی و چهارمین جشنواره بین‌المللی فیلم‌های کودکان و نوجوانان[۱۷]
- ۱۴۰۰ - عضو هیئت داوران جشنواره بین‌المللی پادپخش کانون پرورش فکری کودکان و نوجوانان[۱۸]
- ۱۳۹۸ - عضو هیئت داوران جشنواره بین‌المللی قصه‌گویی کانون پرورش فکری کودکان و نوجوانان[۱۹]
- ۱۳۹۸ - عضو هیئت داوران جشن سینمای ایران
- ۱۳۹۶ - عضو هیئت داوران شانزدهمین جشنواره پونا در هند[۲۰]
- ۱۳۹۴ - عضو هیئت داوران جشنواره ملی بهار[۲۱]
- عضو هیئت داوران جشنواره بین‌المللی فیلم رشد

## تأسیس سوینا (سینمای ویژه نابینایان)
از جمله فعالیتهای فرهنگی گلاره عباسی تأسیس سوینا (سینمای ویژه نابینایان) است که در سال ۱۳۹۸ برای اولین بار در ایران و به منظور دسترس پذیر کردن محصولات فرهنگی و فیلم‌های سینمایی برای نابینایان و مشارکت نابینایان در ساخت محصولات فرهنگی تأسیس شد. در این مجموعه فیلم‌های سینمایی در حال اکران و فیلم‌های سابقاً اکران شده به‌همراه توضیحات صوتی برای مخاطبان نابینا نمایش داده می‌شود. از دیگر فعالیت‌های سوینا می‌توان به تهیه کتاب‌های صوتی برای جامعهٔ نابینایان کشور اشاره کرد.

## نویسندگی
گلاره عباسی در اولین داستان خود کتاب «مریلین مونرو سر جردن» به تنهایی‌های یک زن افسردهٔ خانه‌دار عینیت بخشیده است. عباسی پیش از آنکه به بازیگری روی بیاورد نویسنده بوده و چندین داستان کوتاه از او در نشریات مختلف منتشر شده است. نسخهٔ اولیهٔ این رمان کوتاه هم حاصل تلاش‌های نوشتاری او در انتهای دههٔ هشتاد شمسی است و دردههٔ نود بارها بازنویسی شده است.

## آثار

### فیلم‌ها
| عنوان                                         | سال انتشار | کارگردان               | توضیحات       |
| --------------------------------------------- | ---------- | ---------------------- | ------------- |
| زودپز                                         | ۱۴۰۳       | رامبد جوان             |               |
| بی‌بدن                                         | ۱۴۰۲       | مرتضی علیزاده          |               |
| آغوش باز                                      | ۱۴۰۲       | بهروز شعیبی            |               |
| کت چرمی                                       | ۱۴۰۱       | حسین میرزامحمدی        |               |
| شادوران                                       | ۱۴۰۱       | حسین نمازی             |               |
| شهربانو                                       | ۱۴۰۱       | مریم بحرالعلومی        |               |
| شاهین                                         | ۱۴۰۱       | سالار طهرانی           |               |
| ابلق                                          | ۱۴۰۱       | نرگس آبیار             |               |
| بعد از حادثه                                  | ۱۴۰۰       | پوریا حیدری اوره       |               |
| دختر ایران                                    | ۱۳۹۹       | سید جلال دهقانی اشکذری |               |
| پدران                                         | ۱۳۹۸       | سالم صلواتی            |               |
| چپ راست                                       | ۱۳۹۸       | حامد محمدی             |               |
| نفس                                           | ۱۳۹۴       | نرگس آبیار             |               |
| شیار ۱۴۳                                      | ۱۳۹۲       | نرگس آبیار             |               |
| وقت بزرگ شدنه                                 | ۱۳۹۲       | ژرژ هاشم‌زاده           |               |
| اشیا از آنچه در آینه می‌بینید به شما نزدیکترند | ۱۳۹۱       | نرگس آبیار             |               |
| آخرین روز سال                                 | ۱۳۹۱       | بهروز شعیبی            | تله‌فیلم       |
| آذر                                           | ۱۳۹۱       | فرزاد مؤتمن            | تله‌فیلم       |
| متولدین ایدز                                  | ۱۳۹۰       | علیرضا رزای‌فر          | مستند داستانی |
| شب سال نو                                     | ۱۳۹۰       | سعید ابراهیمی‌فر        |               |
| یک تصادف ساده                                 | ۱۳۹۰       | علیرضا امینی           | تله‌فیلم       |
| صدای پای خدا                                  | ۱۳۸۹       | کامبیز کاشفی           | [ ۲۷ ]        |
| دوراهی بارانی                                 | ۱۳۸۹       | محمدحسین قاسمی         | تله‌فیلم       |
| میان ماندن و رفتن                             | ۱۳۸۸       | بهروز شعیبی            |               |
| یک گزارش واقعی                                | ۱۳۸۷       | داریوش فرهنگ           |               |
| مجنون لیلی                                    | ۱۳۸۷       | قاسم جعفری             |               |
| هندونه شب یلدا                                | ۱۳۸۶       | سعید آقاخانی           |               |
| قتل آنلاین                                    | ۱۳۸۴       | مسعود آب‌پرور           |               |
| سرزمین مادری                                  | ۱۳۸۱       | کامیبز کاشفی           |               |
| نگین                                          | ۱۳۸۰       | اصغر هاشمی             |               |

### سریال‌ها
| سال تولید | عنوان               | کارگردان           | توضیحات    |
| --------- | ------------------- | ------------------ | ---------- |
| ۱۴۰۲      | آکتور               | نیما جاویدی        | شبکه خانگی |
| ۱۴۰۰      | درآکولا             | مهران مدیری        | شبکه خانگی |
| ۱۳۹۵      | برادر               | جواد افشار         | شبکه دو    |
| ۱۳۹۵      | ‏بچه‌ها نگاه می‌کنند   | حمیدرضا صلاحمند    | شبکه دو    |
| ۹۷–۱۳۹۴   | شهرزاد              | حسن فتحی           | شبکه خانگی |
| ۱۳۹۴      | کیمیا               | جواد افشار         | شبکه دو    |
| ۱۳۹۳      | مدینه               | سیروس مقدم         | شبکه یک    |
| ۱۳۹۱      | تکیه بر باد         | محمود معظمی        | شبکه پنج   |
| ۱۳۹۱      | رویای گنجشک‌ها       | راما قویدل         | شبکه دو    |
| ۱۳۹۱      | یک دقیقه و یک ثانیه | مصطفی رزاق کریمی   |            |
| ۱۳۹۱      | مهرآباد             | فرید سجادی حسینی   | شبکه پنج   |
| ۱۳۹۰      | شیدایی              | محمدمهدی عسگرپور   | شبکه سه    |
| ۱۳۸۹      | نون و ریحون         | فرزاد مؤتمن        | شبکه پنج   |
| ۱۳۸۹      | غریبه‌ها             | یزدان فتوحی        | شبکه سه    |
| ۱۳۸۷      | ترانه مادری         | حسین سهیلی‌زاده     | شبکه سه    |
| ۱۳۸۷      | همه بچه‌های من       | مرضیه برومند       | شبکه یک    |
| ۱۳۸۶      | هویت                | مهدی ودادی         | شبکه سه    |
| ۱۳۸۵      | کتاب‌فروشی هدهد      | مرضیه برومند       | شبکه سه    |
| ۱۳۸۴      | راه شب              | داریوش فرهنگ       | شبکه سه    |
| ۱۳۸۴      | بوی گل‌های وحشی      | حسینعلی لیالستانی  | شبکه دو    |
| ۱۳۸۲–۸۵   | در چشم باد          | مسعود جعفری جوزانی | شبکه دو    |